# Abnoba
Abnoba – w mitologii celtyckiej bogini rzek i lasów. 
Przez Rzymian utożsamiana z Dianą, boginią łowów, o czym świadczy ołtarz ofiarny odkryty w XVIII wieku w ruinach rzymskich term w badeńskim Badenweiler.